# Far-Eastern-Blot
Der Far-Eastern-Blot ist eine biochemische Methode zum Transfer von Lipiden von einer HPTLC auf eine PVDF-Membran und anschließendem Nachweis.

## Eigenschaften
Der Far-Eastern-Blot wurde ab 1994 von Takao Taki und Kollegen entwickelt. Der Name leitet sich einerseits vom Eastern Blot (für den Transfer von Lipiden) und andererseits vom Ort der Entwicklung im fernen Osten ab.
Als Nachweise werden unter anderem enzymatische Verfahren oder die Massenspektrometrie eingesetzt.